# Последний куплет
«После́дний купле́т» (исп. El último cuplé) — испанский музыкальный мелодраматический кинофильм, поставленный режиссёром Хуаном де Ардунья в 1957 году с киноактрисой и эстрадной певицей Сарой Монтьель в главной роли.

## Сюжет
Действие происходит в Испании в начале XX века. Примадонна мюзик-холла Мария Лухан безумно влюбляется в молодого тореадора. Однажды во время корриды она становится свидетельницей гибели своего возлюбленного. От горя и потрясения она уходит со сцены и живёт отшельницей. Спустя несколько лет её бывший импресарио и друг Хосе Контрерас разыскивает Марию и уговаривает вернуться на сцену, убеждая её, что пение даст ей новый смысл жизни и поможет жить дальше. Мария соглашается, но её горе и любовь были так сильны, что её сердце не выдержало: она исполнила последний куплет и умерла за кулисами на руках у своего импресарио и друга. В фильме звучат песни в исполнении Сары Монтьель.

## В ролях
- Сара Монтьель — Мария Лухан
- Армандо Калво — Хосе Контрерас
- Энрике Вера — Пепе Молина
- Хулия Мартинес — Трини
- Матильда Муньос Сампедро — Пака
- Хосе Морено, и др.

## Съёмочная группа
- Продюсер и режиссёр: Хуан де Ардунья
- Сценаристы: Хесус Мария де Аросамена, Антонио Мас Гиндаль
- Композитор: Хуан Солано
- Оператор: Хосе Фернандес Агуайо
- Художник: Зигфрид Бурманн
- Монтаж: Антонио Кановас

## Интересные факты
- Фильм «Последний куплет» был самым кассовым фильмом испанского кино 1950-х годов. Более года картина не сходила с экранов не только в Испании, но и во всей Европе и Латинской Америке, превратив Сару Монтьель в звезду мировой величины.

## Издание на видео
- Выпущен на DVD.
- В России выпущен на DVD в 2010 году фирмой «Мастер Тэйп».